# Embrik Strand
Embrik Strand (geboren am 2. Juni 1876 in Ål; gestorben am 3. November 1947 in Riga) war ein norwegischer Entomologe, Arachnologe und Hochschullehrer.

## Leben
Embrik Strand verbrachte seine Kindheit und Jugend bis zum 16. Lebensjahr auf einem Hof am Strandafjord in der Gemeinde Ål. 1892 verließ er sein Heimatdorf, um in Kristiania, dem heutigen Oslo, zur Schule zu gehen. Er absolvierte Mittel- und Oberstufe in nur drei Jahren und begann ein Studium der Zoologie an der Universität von Kristiania. Von 1898 bis 1903 bereiste er in jedem Sommer Norwegen und sammelte eine große Zahl von Insekten. Der größte Teil dieser Sammlung befindet sich heute im Naturhistorisk Museum, in dem Strand von 1901 bis 1903 als stellvertretender Kurator tätig war.
1903 ging Strand nach Deutschland, um an der Universität Marburg seine zoologischen Studien fortzuführen. Weitere Stationen waren 1905 das Staatliche Museum für Naturkunde in Stuttgart, die Universität Tübingen und das Senckenberg Naturmuseum in Frankfurt am Main. Ab 1907 arbeitete er als wissenschaftlicher Hilfsarbeiter für das Museum für Naturkunde der Humboldt-Universität zu Berlin und ab 1912 stundenweise als Hilfsassistent am Deutschen Entomologischen Institut in Berlin-Dahlem. Strands Beschäftigung im Museum für Naturkunde währte bis zum September 1922, im Dezember dieses Jahres heiratete er seine Ehefrau Ida. Diese starb jedoch nach drei Jahren und die Ehe blieb kinderlos. 1923 wurde Strand als Professor für Zoologie an die Universität Lettlands in Riga berufen, wo er bis zu seinem Tod das systematisch-zoologische Institut und die hydrobiologische Station leitete. Er starb am 3. November 1947 in Riga.

## Forschungen
Embrik Strand war einer der produktivsten Entomologen und Arachnologen seiner Zeit, mit mehr als 1.500 beschriebenen Arten von Spinnen, von denen allerdings bis heute mehr als 400 als Synonyme bereits früher beschriebener Arten erkannt worden sind. Hinzu kommt eine deutlich größere Zahl von Insekten, vornehmlich Schmetterlinge und Hautflügler.
Strand war ein sehr aktiver Autor. Im Jahr 1918 veröffentlichte er eine Liste seiner Publikationen der ersten 20 Jahre seiner wissenschaftlichen Tätigkeit, die 1.200 Titel enthielt. Strand war einer der Mitarbeiter an dem von Adalbert Seitz herausgegebenen Werk Die Großschmetterlinge der Erde. Zu seinem 60. Geburtstag gab Strand selbst eine fünfbändige Festschrift heraus, in der 195 Aufsätze von 126 Zoologen und Paläontologen der ganzen Welt zusammengefasst waren. Er war von 1910 bis 1929 Herausgeber der Zeitschrift Archiv für Naturgeschichte.
Strand war in der Fachwelt nicht unumstritten. Insbesondere die norwegischen Zoologen betrachteten Strands Arbeiten als wertlos und voller Fehler. Der französische Arachnologe Pierre Bonnet wies in seiner ab 1945 erschienenen Bibliographia araneorum darauf hin, dass eine Rekordzahl neuer Taxa nach Strand benannt worden sei. Er hielt Strand vor, dass er bereits beschriebene Arten in großer Zahl umbenannt habe, weil er die Namen für falsch gehalten habe. Strand hatte 1926 eine Liste veröffentlicht, in der er 1.700 Taxa der Webspinnen umbenannte.
Im Jahr 1924 wurde Strand in die Deutsche Akademie der Naturforscher Leopoldina gewählt. Er war Mitglied zahlreicher Gelehrtengesellschaften, darunter der Royal Entomological Society of London, der Linnean Society of London und der Zoological Society of London. 1929 verlieh ihm die Universität Lettlands die Ehrendoktorwürde.
Strands Sammlung norwegischer Spinnen und Insekten ging bereits 1914 an das Naturhistorisk Museum in Oslo. Seine Holotypen sind verstreut, die meisten befinden sich im Senckenberg Deutschen Entomologischen Institut in Müncheberg, im Berliner Museum für Naturkunde und im Museum Wiesbaden.

## Erstbeschreibungen (Auswahl)
- Adixoana Strand, 1913 (Lepidoptera, Urodidae)
- Apallaga Strand, 1911 (Lepidoptera, Hesperiidae)
- Catarractodes Strand, 1928 (Coleoptera, Staphylinidae)
- Conopsia Strand, 1913 (Lepidoptera, Sesiidae)
- †Dictyaspidella Strand, 1934 (†Cyathaspidiformes, †Cyathaspididae)
- †Dinaspidella Strand, 1934 (†Cyathaspidiformes, †Cyathaspididae)
- Druentica Strand, 1932 (Lepidoptera, Mimallonidae)
- Eresinopsides Strand, 1911 (Lepidoptera, Lycaenidae)
- Giuiria Strand, 1906 (Araneae, Salticidae)
- Heringiola Strand, 1917 (Lepidoptera, Gelechiidae)
- Holcoceroides Strand, 1913 (Lepidoptera, Cossidae)
- Lachesana Strand, 1932 (Araneae, Zodariidae)
- Mallinella Strand, 1906 (Araneae, Zodariidae)
- Megacephalomana Strand, 1943 (Lepidoptera, Erebidae)
- Melisoides Strand, 1912 (Lepidoptera, Erebidae)
- Metarbelidae Strand, 1909 (Lepidoptera)
- Phragmatoecioides Strand, 1914 (Lepidoptera, Cossidae)
- Pseudoligostigma Strand, 1920 (Lepidoptera, Crambidae)
- †Tolypelepidae Strand, 1934 (†Traquairaspidiformes)
- Tuta Strand, 1910 (Lepidoptera, Gelechiidae)

## Veröffentlichungen (Auswahl)
- Embrik Strand: Meine entomologischen Publikationen. 1897–1918. In: Wiener Entomologische Zeitung 1918, Band 37, S. 161–177, zobodat.at [PDF; 1,3 MB] (Bibliografie bis 1917).
- Embrik Strand (Hrsg.): Festschrift zum 60. Geburtstage von Professor Dr. Embrik Strand, Ordinarius für Zoologie und Direktor des Systematisch-Zoologischen Instituts und der Hydrobiologischen Station der Universität Lettlands, Riga. 5 Bände. Latvija, Riga 1936–1939 (verschiedene Sprachen, überwiegend deutsch).

## Dedikationsnamen (Auswahl)
Strands wissenschaftliche Bearbeitung zahlreicher höherer Taxa von Gliederfüßern und sein intensiver wissenschaftlicher Austausch mit zahlreichen Fachkollegen haben ihren Niederschlag auch in der ungewöhnlich großen Zahl nach ihm benannter Gattungen und Arten gefunden:
- Conus (Embrikena) Iredale, 1937 (Sorbeoconcha, Conidae)
- Embrikiola Obenberger, 1928 (Coleoptera, Buprestidae)
- Embrikillium Obenberger, 1936 (Coleoptera, Buprestidae)
- Embrikstrandia Plavilstshchikov, 1931 (Coleoptera, Cerambycidae)
- Ontophagus (Strandius) Balthasar, 1935 (Coleoptera, Scarabaeidae)
- Strandanna De Lotto, 1970 (Hemiptera, Pseudococcidae)
- Strandella Oi, 1960 (Araneae, Linyphiidae)
- Strandietta Obenberger, 1931 (Coleoptera, Buprestidae)
- Strandiola Obenberger, 1920 (Coleoptera, Buprestidae)
- Strandissa Obenberger, 1936 (Coleoptera, Buprestidae)
- Tityus strandi Werner, 1939 (Scorpiones, Buthidae)